# 罗德·德林
罗德尼·G·德林（英語：Rodney G. Derline，1952年3月11日—），美国NBA联盟前职业篮球运动员。他在1974年的NBA选秀中第10轮第8顺位被西雅图超音速选中。